# Il n'y a pas d'amour heureux
Il n'y a pas d'amour heureux (literalment en català "No hi ha amor feliç") és un poema de Louis Aragon, aparegut a La Diane française, un recull de poemes escrits durant la Segona guerra mundial i publicats en forma de llibre per primer cop el 1944. El recull tracta sobre la Resistència sota l'ocupació alemanya.
El poema va ser escrit el 1943 a Montchat, un barri del 3r districte de Lió, a casa d'un amic d'Aragon, també poeta i resistent, René Tavernier, pare del cineasta Bertrand Tavernier, que el va amagar durant l'Ocupació, així com a Elsa Triolet. La casa, ara desapareguda, estava situada al número 4 de la rue Chambovet, al lloc on hi ha l'actual parc de Chambovet on, des de l'any 1993, hi ha una placa commemorativa que conserva la memòria del lloc on es va escriure el poema.
En aquest poema, Aragon hi expressa la seva concepció de l'amor com un absolut inaccessible. També hi fa nombroses referències a la Resistència, sobretot a l'última estrofa.
Justament sense aquesta darrera estrofa, i amb alguns canvis menors, el poema d'Aragon va ser musicat per Georges Brassens el 1953. Temps després, Brassens va utilitzar la mateixa melodia per a una altra canço, La Prière, amb text de Francis Jammes. Sembla que Aragon va considerar que aquesta amputació de la darrera estrofa distorsionava el sentit del poema original, entenent que era un poema de caràcter polític i de resistència davant l'ocupació Nazi, i no una simple cançó d'amor.
La cançó de Brassens ha estat interpretada per més de seixanta artistes, entre els quals: Hugues Aufray, Barbara, Catherine Sauvage (qui la va enregistrar el 1955 tot recuperant l'estrofa final), Nina Simone, Françoise Hardy, Keren Ann, Marc&André, Ángel Parra, James Ollivier, Hélène Martin, Youssou N'Dour, Danielle Darrieux (en la pel·lícula 8 femmes), Marc Ogeret, etc. La versió de Brassens ha estat adaptada al català pel grup català Mishima amb el títol No existeix l'amor feliç, que al seu torn dona títol a 'àlbum L'amor feliç, publicat l'any 2012.